# Lluïsa Bisetti Rodríguez
Lluïsa Bisetti Rodríguez (Badalona, 4 de març de 1971) és una exjugadora de bàsquet catalana.
Base, debutà a la Primera Divisió amb el Microbank El Masnou la temporada 1987-88, amb el qual aconseguí una Lliga espanyola (1989-90) i dues Lligues catalanes (1988, 1989). La temporada 1990-91 següent fitxà pel Dorna Godella amb el qual guanyà dues Eurolligues (1992, 1993), les primeres d'un equip de l'Estat espanyol, tres Lligues de forma consecutiva (1991-93) i dues Copes de la Reina (1991, 1992). Posteriorment, jugà en diversos clubs de la lliga estatal, Club Natació Reus Ploms (1993-94), La Rioja Lestonnac (1993-94), Cajalon Zaragoza (1994-95), Club Bàsquet Universitari (1995-98) i finalitzà la seva carrera esportiva al Real Club Celta Banco Simeón (1999-00), proclamant-se campiona de Lliga i de Copa Galícia.

## Palmarès
- 5 Lligues espanyoles de bàsquet femenina (1989-90, 1990-91, 1991-92, 1992-93, 1999-00)
- 2 Copes espanyoles de bàsquet femenina (1991, 1992)
- 2 Lligues catalanes de bàsquet femenina (1988-89, 1989-90)
- 1 Copa Galícia de bàsquet femenina (1999-00)